# Andreas Moe
Andreas Moe (Stockholm, 2 oktober 1988) is een Zweeds singer-songwriter.
Al op jonge leeftijd schreef Moe songs. Zijn voorbeelden waren Stevie Ray Vaughan, Michael Jackson en Jeff Buckley. In 2011 startte hij zijn professionele muziekcarrière. Hij zong de lyrics in van Fade into Darkness van Avicii. Voor de single Echoes (2014) werkte hij mee met Tiësto. In 2015 werkte hij samen met Hardwell aan Colors. In 2015 bereikte hij ook de hitlijsten met zijn eigen single Ocean.

## Discografie

### Singles
| Single met hitnotering(en) in de Vlaamse Ultratop 50 | Datum van verschijnen | Datum van binnenkomst | Hoogste positie | Aantal weken | Opmerkingen |
| ---------------------------------------------------- | --------------------- | --------------------- | --------------- | ------------ | ----------- |
| Ocean                                                | 2014                  | 24-01-2015            | tip5            |              |             |